# Plaza Elíptica

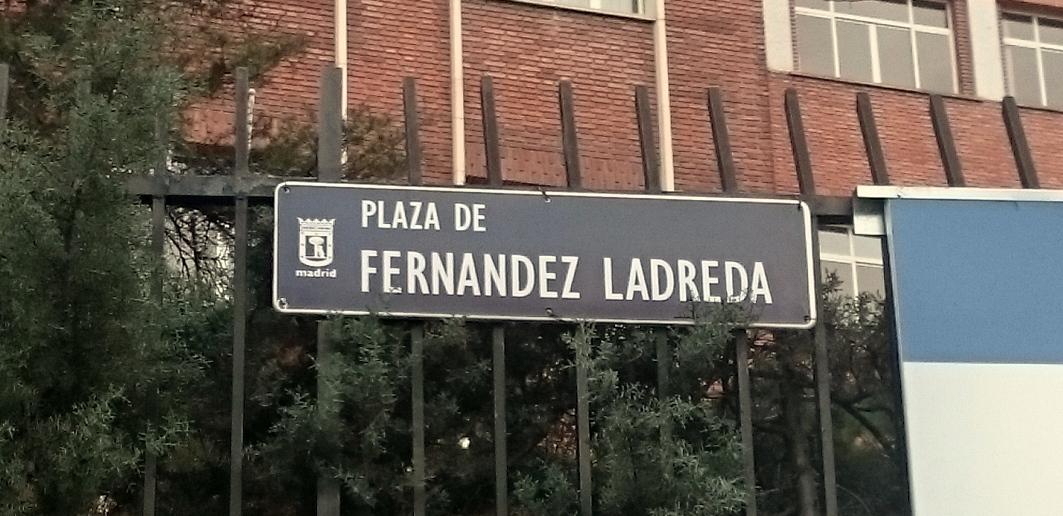
Placa en la valla del colegio San Viator, con la antigua denominación

La plaza Elíptica es una glorieta ubicada en la ciudad española de Madrid, entre los distritos de Usera y Carabanchel.

## Historia
El terreno donde actualmente se encuentra la plaza Elíptica pertenecía al municipio de Carabanchel Bajo antes de la anexión de este a Madrid en 1948. Por dicho terreno discurría el camino y luego carretera de Madrid a Toledo, que dejaba el casco urbano de Madrid en el puente de Toledo. La porción madrileña de dicha carretera se bautizó como calle de Antonio Leyva en 1928. 
En la actual plaza Elíptica era donde el ferrocarril de Madrid a San Martín de Valdeiglesias, transformado posteriormente en un ferrocarril militar, cruzaba la carretera de Toledo, siguiendo el trazado que en la actualidad sigue el paseo de Santa María de la Cabeza y tras cruzar la carretera, el de la calle de la Vía, que debe su nombre a este hecho. 
Sin embargo, la plaza Elíptica no fue creada hasta la primera mitad de la década de 1950, cuando ya el municipio de Carabanchel Bajo había sido anexionado a Madrid. En 1946, el Plan General de Ordenación de Madrid (más conocido como plan Bigador) preveía la prolongación del paseo de Santa María de la Cabeza hasta su cruce con la carretera de Toledo a través de un nuevo puente que habría de construirse sobre el Manzanares. Dicho puente, el puente de Praga, fue inaugurado en 1952, con lo que la entrada al centro de la ciudad desde la carretera de Toledo se hacía a través del puente de Praga y no por el de Toledo, como hasta entonces. Inicialmente bautizada como plaza Elíptica, la muerte en 1954 del antiguo ministro de Obras Públicas, José María Fernández Ladreda, hizo que se diera su nombre a la nueva plaza.
En 1981 el metro llegó a la plaza Elíptica, con la inauguración del tramo de la línea 6 entre Pacífico y Oporto, que contaba con una estación en la plaza. En 1986, para solucionar los embotellamientos que se producían al acceder desde la carretera de Toledo, se construyó un paso subterráneo que enlazaba directamente dicha carretera con el paseo de Santa María de la Cabeza.
El 16 de noviembre de 1998 se abrió la nueva línea 11 de metro, que unía plaza Elíptica con Pan Bendito. Entre 2004 y 2007 se construyó un intercambiador subterráneo que sirve de cabecera a múltiples líneas interurbanas (de las localidades de Getafe, Leganés y Parla, así como una línea de larga distancia, Madrid-Toledo) y así como algunas pertenecientes a la Empresa Municipal de Transportes. El intercambiador cuenta con tres niveles. Con la construcción del intercambiador de autobuses la mayoría de autobuses que antes paraban en la superficie de la plaza Elíptica, pasaron a tener sus paradas en el interior del intercambiador.
En mayo de 2017 el ayuntamiento de Madrid acordó recuperar el antiguo nombre de la plaza, que volvió a denominarse oficialmente plaza Elíptica. Los cambios correspondientes en la señalización de la plaza finalizaron en agosto de 2018.